# Cesare Brandi
Pour les articles homonymes, voir Brandi.
Cesare Brandi (Sienne, 8 avril 1906 – Vignano (Sienne), 19 janvier 1988) est un historien de l'art, philosophe de l’art et critique d'art italien. Théoricien de la restauration, il est en outre le fondateur de l'Institut central de restauration, à Rome.

## Biographie
En 1933, à Sienne, Cesare Brandi constitua le catalogue des œuvres présentes dans les fonds du nouveau musée de la ville, la pinacothèque nationale de Sienne, inaugurée l'année précédente. Brandi est le principal théoricien de la pratique moderne de la restauration des œuvres d'art, de sa méthodologie et de sa déontologie, qu'il présente dans sa Théorie de la restauration (Teoria del restauro), publiée en 1963. Il est également le père fondateur de l'Institut central de restauration de Rome (Istituto centrale per il restauro), l'un des centres de restauration d'œuvres d'art les plus réputés au monde, fondé en 1939. Il en a été le premier directeur, de 1939 à 1959. Brandi s'intéressa également à la philosophie de l'art et à son interprétation critique avec Segno e immagine (1960) et Le due vie (1966). Commençant sa carrière comme surintendant des monuments artistiques à Bologne puis à Udine, Brandi se consacra à l'enseignement de l'histoire de l'art en tant que professeur après ses vingt années à la tête de l'Institut central de restauration de Rome, étant en poste d'abord à l'université de Palerme puis à La Sapienza de Rome. Il a contribué aux pages culturelles du Corriere della Sera pendant de nombreuses années, écrivant plus de 560 articles pour le quotidien.

## Quelques ouvrages
En français :
- Théorie de la restauration [« Teoria del restauro »], deux traduction différentes existent :
  - Cesare Brandi (trad. Colette Déroche), Théorie de la restauration [« Teoria del restauro »], Paris, Éditions du Patrimoine, 2001, 207 p. (ISBN 2-85822-598-2)
  - Théorie de la restauration  (trad. de l'italien par Monique Bacceli), Paris, Allia, 2021 (1re éd. 2011), 160 p. (ISBN 979-10-304-1645-9, lire en ligne)

En italien :
- Rutilio Manetti, 1571-1639, Sienne, Lazzeri, 1931
- Dialoghi di Elicona: Carmine o della pittura, Rome, Scialoja, 1945; Rome, Editori Riuniti, 1992 (4°)
- Arcadio o della scultura, Eliante o dell'architettura, Rurin, Einaudi, 1956
- Celso o della poesia, Turin, Einaudi, 1957; Rome, Editori Riuniti, 1991
- Segno e immagine, Milan, Il Saggiatore, 1960; Palerme, Aesthetica Ed., 1986
- Le due vie, Bari, Laterza, 1966
- Teoria generale della critica, Turin, Einaudi, 1974; Roma, Editori Riuniti, 1998
- Teoria del restauro di Cesare Brandi. Lezioni raccolte da L. Vlad Borrelli, J. Raspi Serra e G.Urbani, Rome 1963 - Edizioni di Storia e Letteratura, Turin, Einaudi, 1977
- Il restauro. Teoria e pratica, (a cura di M. Cordaro) Rome, Editori Riuniti, I (1994), II (2005)
- La fine dell'Avanguardia, a cura di P. D'Angelo, Macerata, Quodlibet, 2008